# Campeonato Carioca 1933
In 1933 werd het 28ste Campeonato Carioca gespeeld voor voetbalclubs uit de toen nog Braziliaanse hoofdstad Rio de Janeiro. 
Er kwam dit jaar een splitsing in de competitie. De AMEA (Associação Metropolitana de Esportes Athleticos) organiseerde nog steeds de amateurcompetitie, die gespeeld werd van 30 april tot 3 december. Botafogo werd kampioen. Flamengo, São Cristóvão en Carioca verlieten de competitie na enkele wedstrijden. Flamengo mocht nog aantreden in de profcompetitie.
De LFC (Liga Carioca de Futebol) organiseerde een profcompetitie van 7 mei tot 15 november. Bangu werd hier voor het eerst kampioen.
Er was ook nog een derde competitie die door de LMDT (Liga Metropolitana de Desportos Terrestres) georganiseerd werd, hier werd Viação Excelsior FC kampioen, maar deze competitie wordt niet als officieel erkend.

## Eindstand - AMEA
| Plaats | Club              | Wed. | W  | G | V  | Saldo | Ptn. |
| ------ | ----------------- | ---- | -- | - | -- | ----- | ---- |
| 1.     | Botafogo          | 18   | 12 | 4 | 2  | 51:27 | 28   |
| 2.     | Olaria            | 18   | 10 | 3 | 5  | 55:32 | 23   |
| 3.     | Andarahy          | 18   | 10 | 2 | 6  | 55:39 | 22   |
| 4.     | Engenho de Dentro | 18   | 7  | 5 | 6  | 38:33 | 19   |
| 4.     | Confiança         | 18   | 6  | 7 | 5  | 26:35 | 19   |
| 6.     | Cocotá            | 18   | 6  | 5 | 7  | 27:42 | 17   |
| 7.     | Mavílis           | 18   | 4  | 8 | 6  | 36:40 | 16   |
| 8.     | Portuguesa        | 18   | 4  | 6 | 8  | 34:44 | 14   |
| 9.     | SC Brasil         | 18   | 4  | 3 | 11 | 34:41 | 11   |
| 9.     | River             | 18   | 5  | 1 | 12 | 26:49 | 11   |

|  | Kampioen |

### Kampioen
| Campeonato Carioca de 1933   |
| Rio de Janeiro               |
| ---------------------------- |
| BOTAFOGO Kampioen (7° titel) |

### Topschutters
| Speler            | Speler         | Goals | Club              |
| ----------------- | -------------- | ----- | ----------------- |
| Vlag van Brazilië | Nilo           | 19    | Botafogo          |
| Vlag van Brazilië | Carvalho Leite | 13    | Botafogo          |
| Vlag van Brazilië | Chiquinho      | 12    | Andarahy          |
| Vlag van Brazilië | Gaúcho         | 11    | Olaria            |
| Vlag van Brazilië | Mário          | 14    | Engenho de Dentro |

## Eindstand - LFC
| Plaats | Club          | Wed. | W | G | V | Saldo | Ptn. |
| ------ | ------------- | ---- | - | - | - | ----- | ---- |
| 1.     | Bangu         | 10   | 7 | 2 | 1 | 35:16 | 16   |
| 2.     | Fluminense    | 10   | 6 | 0 | 4 | 17:17 | 12   |
| 3.     | Vasco da Gama | 10   | 4 | 2 | 4 | 18:13 | 10   |
| 3.     | Bonsucesso    | 10   | 4 | 2 | 4 | 16:23 | 10   |
| 5.     | America       | 10   | 3 | 1 | 6 | 18:28 | 7    |
| 6.     | Flamengo      | 10   | 2 | 1 | 7 | 13:20 | 5    |

|  | Kampioen |

### Kampioen
| Campeonato Carioca de 1933 |
| Rio de Janeiro             |
| -------------------------- |
| BANGU Kampioen (1° titel)  |

### Topschutters
| Speler            | Speler   | Goals | Club          |
| ----------------- | -------- | ----- | ------------- |
| Vlag van Brazilië | Tião     | 13    | Bangu         |
| Vlag van Brazilië | Ladislau | 9     | Bangu         |
| Vlag van Brazilië | Plácido  | 7     | Bangu         |
| Vlag van Brazilië | Carreiro | 5     | Vasco da Gama |
| Vlag van Brazilië | Roberto  | 5     | Flamengo      |